# چسبک‌ماهی قلمی
چسبک‌ماهی قلمی (نام علمی: Phtheirichthys lineatus) نام یک گونه از تیره چسبک‌ماهیان است.